# Otinotus curvidens
Otinotus curvidens är en insektsart som beskrevs av William Lucas Distant. Otinotus curvidens ingår i släktet Otinotus och familjen hornstritar. Inga underarter finns listade i Catalogue of Life.